# Craugastor mimus
Craugastor mimus là một loài ếch thuộc họ Leptodactylidae.
Loài này có ở Costa Rica, Honduras, Nicaragua, và có thể cả Panama.
Môi trường sống tự nhiên của chúng là rừng ẩm vùng đất thấp nhiệt đới hoặc cận nhiệt đới.
Chúng hiện đang bị đe dọa vì mất môi trường sống.